# Repubblica di Lucca
La repubblica di Lucca fu un antico Stato dell'Italia centro-settentrionale, sorto all'inizio del XII secolo. Retta da un governo aristocratico indipendente fino all'invasione francese del 1799, divenne fino al 1805 una repubblica giacobina.
Il territorio della repubblica subì notevoli variazioni tra il XII e il XVI secolo, quando si assestò comprendendo la pianura attorno alla capitale, la media valle del Serchio, una parte della Garfagnana, la costa sul Mar Ligure tra il Lago di Massaciuccoli e le Focette (oggi confine tra i comuni di Camaiore e Pietrasanta) e l'exclave di Montignoso, subito a sud di Massa.
Dopo la fine della repubblica nel 1805, lo Stato assunse una forma monarchica, prima come Principato di Lucca e Piombino e dopo il Congresso di Vienna come Ducato di Lucca.

## Storia

### Le origini

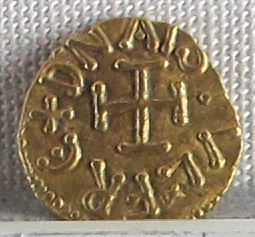
Ducato di Tuscia
aureo di Aistolfo, 749

Secondo alcuni storici il sito oggi occupato da Lucca sarebbe stato abitato dai Liguri, mentre altri ritengono potesse esservi un villaggio di origine etrusca, con datazione attorno al 220 a.c. Non esistono però evidenze archeologiche dell'esistenza di un centro abitato prima della fondazione del municipium romano (180 a.C. come colonia di diritto latino). Lucca ebbe allora un territorio ad essa legato e fece parte della Gallia Cisalpina.
Dopo il collasso dell'impero romano Lucca divenne una delle città più importanti d'Italia e i Longobardi già nel VI secolo la elessero a capitale di un importante ducato (si veda ducato di Tuscia).
Caduto il regno longobardo, i Carolingi convertirono il ducato in contea e poi in marca di Tuscia, della quale Lucca rimase la capitale fino all'ascesa di Ugo II di Toscana.

### XI e XII secolo
In seguito la città entrò in collisione con il potere marchionale iniziando ad autogovernarsi. 
La vera origine dello stato di Lucca fu sancita dal diploma di Enrico IV del 1081. Con questo documento si riconosceva alla città il dominio de facto su una ristretta fascia di sei miglia attorno alle mura. Nel contado delle sei miglia era proibito il costruire qualsiasi castello feudale. In aggiunta, nel 1116 Enrico V riconobbe alla cittadinanza ulteriori privilegi sul fiume Serchio e sulla costa del mare.
Da questo primo nucleo ebbe origine un Libero comune governato da Consoli maggiori, la cui esistenza è attestata nel 1119, dapprima riconosciuta dall'autorità marchionale di Corrado nel 1120 ("venientibus ad nos Henrico causidico et Fulcerio atque Inghifredo lucanis consulibus cum alii bonis viris de civitate Luca postulantibis nos..") e poi imperiale nel 1162. Il Comune si rese indipendente dalla marca di Tuscia, rimanendo sottoposto solamente all'imperatore, acquistando i diritti feudali marchionali dal marchese Guelfo I di Toscana per mille solidi.

### XIII e XIV secolo
Nel secolo XIII il Comune sostiene le sue lotte contro i feudatari vicini fino ad assicurarsi il dominio su vasti territori e a contendersi il primato militare in Toscana con il comune di Firenze.

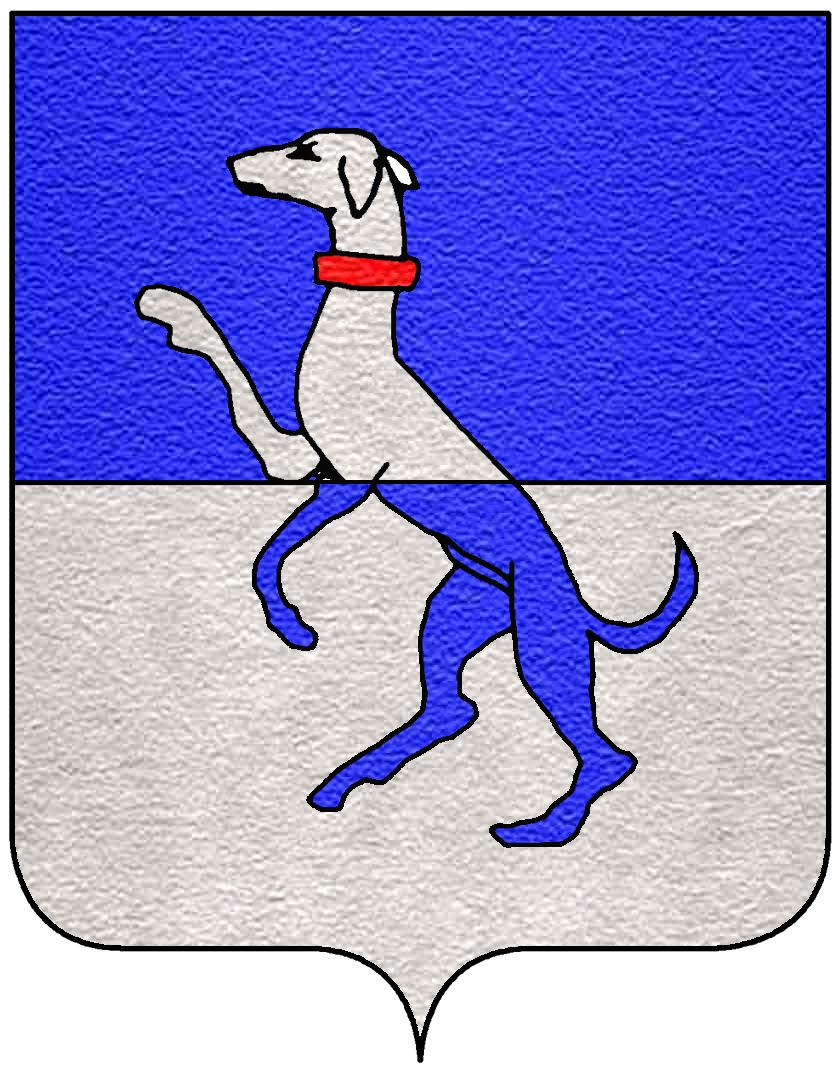
Castracani degli Antelminelli

Agli inizi del XIV secolo, dopo essere stata sconvolta dalle lotte tra guelfi bianchi e neri, la città fu conquistata da Uguccione della Faggiola coadiuvato dal vicario imperiale Castruccio Castracani, di origine lucchese.
In seguito il popolo lucchese rovesciò il governo di Uguccione e acclamò Castruccio Capitano del popolo. La Signoria di Castruccio rappresenta il massimo apogeo della potenza lucchese, i cui territori comprendevano a Nord la Garfagnana, a Ovest il litorale dalla città di Carrara fino a Pisa, ad Est la città di Pistoia (sotto il condominio di Lucca e Firenze), a Sud la Val d'Arno costantemente contesa con la Repubblica di Firenze. Il massimo conflitto con Firenze si ebbe nella battaglia di Altopascio dl 1325, dove l'esercito fiorentino sconfitto fu rincorso fino alle mura di Firenze, dove il Castracani dette ordine, per spregio degli sconfitti, che si battesse moneta e che si corressero tre Palii: uno per uomini a piedi, uno per asini ed un terzo per meretrici.
Con la morte di Castruccio (1328) truppe mercenarie tedesche a seguito dell’imperatore Ludovico il Bavaro, rimaste in Toscana senza salario, si impossessano nel 1329 del territorio lucchese e lo offrono in vendita al migliore offerente. Lucca passa in mano a vari acquirenti, fino alla sua conquista, nel 1342, da parte di Pisa, che la sottrae alla Repubblica di Firenze. Il dominio pisano si protrae sino al 1369, quando l'imperatore Carlo IV concesse l'indipendenza alla repubblica di Lucca in cambio di denaro, sebbene l'estensione dei suoi territori fosse molto ridimensionata. In questa occasione il borgo di Vivinaia viene ricostruito ed intitolato Montecarlo.

### XV secolo

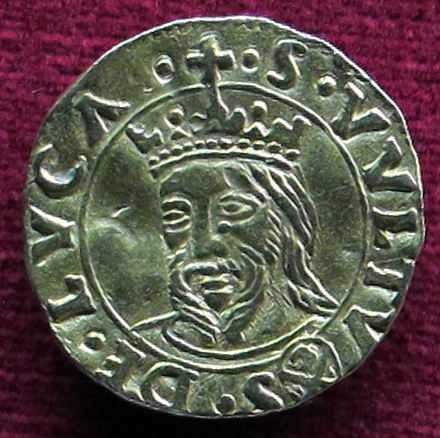
Moneta d'oro della repubblica (1475)

Nel corso del Quattrocento questa repubblica toscana ha una minore importanza rispetto alle due grandi repubbliche di Firenze e Siena. Nei primi decenni di questo secolo, Lucca cade sotto la pseudo-tirannide della famiglia Guinigi.
In merito a questa epoca ci è stato conservato un giudizio dello storico lucchese Giovanni Sercambi. Egli evidenzia in specie il conferimento di tutti gli uffici ai sostenitori della famiglia dominante. Lo storico lucchese cita anche le disposizioni per impedire alla maggiore assemblea dei cittadini (il Consiglio generale) di riunirsi. Il ruolo di questa era preso da una Commissione composta di partigiani della casa regnante in numero di dodici o diciotto.
Egli ricorda più in generale le restrizione di tutte le spese salvo quelle a favore dei mercenari, ritenuti indispensabili per non vivere in continue paure e pericoli e che bisognava tenere allegri, nonché gli atti di violenza segreti commessi per togliere di mezzo i ribelli più pericolosi e, infine, i modi con cui alcuni commercianti emigrati furono costretti a tornare a Lucca.
Assai interessanti sono soprattutto le osservazioni del Sercambi sullo scadimento di tutte le industrie, ma in particolare dell'arte della seta e della coltivazione dei vini, per le quali egli propone come rimedio un dazio elevato sui vini forestieri e l'obbligo assoluto, da imporsi al contado, di comperare ogni cosa in città, i soli mezzi di sussistenza eccettuati, secondo il modello diffuso in molti Stati italiani dell'epoca che privilegiano giuridicamente e economicamente le città dominanti sul contado.
L'alleanza tra il Guinigi e il ducato di Milano coinvolse Lucca nella rovinosa guerra contro Venezia e Firenze; verso la fine di questa, un'insurrezione pose termine al dominio della famiglia Guinigi e la repubblica trattò per non perdere nuovamente l'indipendenza, anche se i suoi territori furono ulteriormente ridimensionati.
Nel 1429 Firenze assediò Lucca per vendicarsi del Guinigi che si era schierato a favore di Milano durante la guerra precedente. Dopo diversi giorni di assedio Lucca chiese aiuto a Milano che in suo soccorso inviò Francesco Sforza, che con il suo esercito travolse i Fiorentini e li costrinse alla ritirata. 

In seguito Firenze pagò lo Sforza per abbandonare Lucca e nel 1430 Lucca fu nuovamente assediata. Nel corso dell'assedio i Fiorentini tentarono di arginare il Serchio per allagare Lucca, ma a causa di errori commessi dal Vasari (progettista della diga) si allagò invece l'accampamento fiorentino. 
Intanto i Lucchesi chiesero di nuovo aiuto a Filippo Maria Visconti che, ancora una volta, agì indirettamente (secondo un precedente trattato Milano non poteva intromettersi negli affari di Firenze) chiedendo ai Genovesi di aiutare Lucca.
Genova, facendo valere un'antica alleanza con Lucca, chiese a Firenze di non disturbare Lucca e al rifiuto,  inviò un esercito di 6.000 uomini condotti da Niccolò Piccinino che attaccò i Fiorentini sul Serchio. Dopo una sanguinosa battaglia, le truppe fiorentine vennero costrette al ritiro anche perché, uscendo dalla città, i Lucchesi guidati dal figlio di Paolo Guinigi, le avevano attaccate alle spalle.
Pochi giorni dopo la ritirata dei Fiorentini, gli abitanti di Lucca fecero arrestare il Guinigi perché si diceva che avesse trattato con i fiorentini consegnandolo all'Imperatore che lo rinchiuse nel castello di Parma dove dopo pochi anni morì.
Tranne il breve periodo della Signoria di Paolo Guinigi, Lucca rimase una Repubblica indipendente fino al 1799, anno della sua definitiva caduta a opera dell'esercito francese di Napoleone.

### Governo e diplomazia

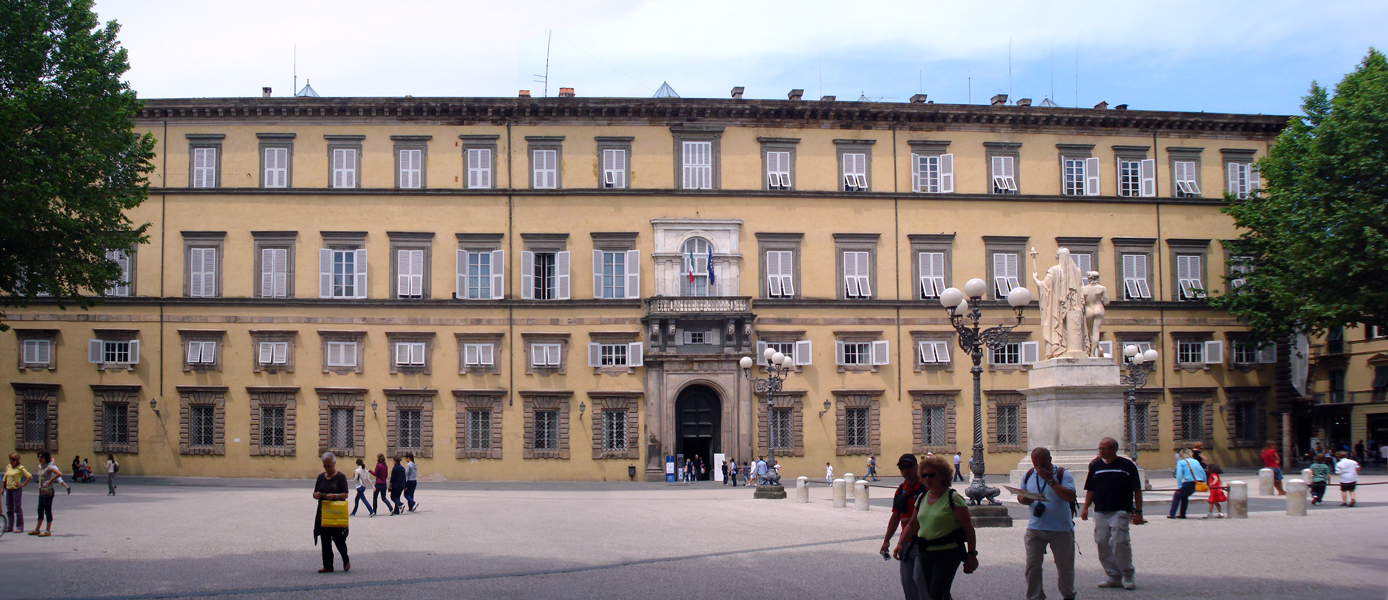
Lucca: il Palazzo del Governo, poi ducale

Da questo periodo in poi Lucca evita il più possibile il coinvolgimento in qualsiasi guerra preferendo risolvere ogni questione con ambascerie diplomatiche e l'uso di spie.
Alla discesa in Italia di Carlo VIII in marcia verso Napoli, la Repubblica approfitta per avvicinarsi alle corone di Francia e di Spagna mantenendosi in equilibrio tra le due potenze.
Grazie alla sua definitiva alleanza con l'imperatore Carlo V (1521) la città riesce a scongiurare il pericolo di annessione al Granducato mediceo, anche se il timore di perdere la propria "Libertà" a favore della corte fiorentina permane nei suoi programmi politici dando inizio ai lavori di costruzione delle Mura per proteggersi la da eventuali azioni belliche ai propri danni.

Altopascio e Montecarlo sono gli avamposti granducali distanti appena 16-17 chilometri dalla città di Lucca che, non a caso, dà il nome di Libertà al baluardo delle sue mura rivolto verso quel confine (unico dei baluardi delle mura cittadine a non avere un nome di santo).
Nel 1556, per evitare il più possibile ingerenze straniere, viene riformata la struttura di governo in maniera che solo i discendenti di alcune famiglie lucchesi da più generazioni possano accedere al governo. Nasce così la Serenissima Repubblica Lucense come repubblica aristocratica.
Lucca continua così a sopravvivere come città-Stato in senso medievale sia pure costituendosi come stato borghese e mercantile.
Con la Riforma Protestante anche a Lucca si diffondono le nuove idee religiose e, benché il governo impedisca l'istituzione nella Repubblica del tribunale dell'Inquisizione, non può esimersi dal condannare le eresie e scacciare i cittadini dichiaratamente protestanti. Anche in seguito continuerà la sua azione diplomatica per evitare l'insediamento dei Gesuiti e dell'Inquisizione nella Repubblica.
Con la costituzione aristocratica dello stato, il governo lucchese è costituito dal Consiglio Generale, assemblea con poteri legislativi composta da trecento cittadini (duecento possidenti e nobili e cento negozianti, letterati e artisti). 

Il potere esecutivo è gestito dai XII Anziani presieduti da un Gonfaloniere, in carica per due mesi. 
Il potere amministrativo è gestito dagli Anziani e da quattro Magistrature (dodici membri) che seguono gli Affari Interni, Giustizia, Polizia, Forza Armata, Relazioni estere, Direzione delle Acque, Strade e Fabbriche pubbliche, Finanze. Come si vede le alte cariche esecutive erano soggette a continua rotazione, per cui il potere era di fatto nelle mani del Consiglio Generale.
Posta tra gli stati estensi e l'espansionismo mediceo, Lucca è riuscita a mantenere la propria indipendenza grazie alla sua stretta alleanza con l'impero, riconoscendosi, almeno formalmente, città imperiale "ab immemorabili". Nonostante i vari tentativi da parte toscana di annetterla, la repubblica lucchese riesce a mantenere l'autonomia grazie alle sue mura che, per il loro alto livello ingegneristico militare, hanno più volte scoraggiato i nemici della Repubblica a muovere guerra.
Nel 1628 era stato istituito il libro della nobiltà, riformata con legge del 3 giugno 1787, che distingueva la nobiltà dal patriziato non titolato e dalla nobiltà civica, alla quale era fatto divieto di apporre armi gentilizie sulle facciate dei palazzi.
La Repubblica giunse anche a comprare la sua libertà, come nel caso dell'incidente diplomatico con Cosimo III de' Medici (1700), versando per l'aiuto politico ricevuto 16.000 scudi alla corte reale di Spagna e 144.000 a quella imperiale di Vienna. La sua posizione di fronte alla corte di Vienna ne esce rafforzata anche nel caso della cosiddetta "controversia delle acque" con la Toscana, quando è costretta a perorare i propri diritti sul lago di Bientina nel 1755 contro le azioni della reggenza fiorentina.
Lucca, divisa nei terzieri di San Paolino, San Salvatore e San Martino, da un censimento del 1744 risulta avere 114.693 abitanti di cui 20.770 in Lucca e 28.030 con il suo suburbio; nel 1776 la popolazione nella città era scesa a 19.413 abitanti, mentre nel resto dello stato era di 116.331.
Molto importante fu la Zecca della repubblica.
La religione cattolica era la più diffusa e le feste di precetto osservate nello stato erano dal 1653: 
- S. Romano, 5 gennaio
- S. Martino, Epifania
- SS. Crocifisso (domenica dopo il 14 gennaio, processione)
- SS. Annunziata, 25 marzo
- Domenica in Albis (celebrazione della “Libertà” della Repubblica del 1370)
- Venerdì Santo, S. Ponziano
- il giorno dopo la SS. Vergine de' miracoli
- Corpus Domini, processione
- S. Pietro
- vigilia per la sera di S. Paolino, 11 luglio
- S. Paolino, 12 luglio
- vigilia per la sera della S. Croce, 13 settembre, processione notturna con grande Luminaria
- S. Romano, 1 domenica di ottobre
- S. Martino, 11 novembre
- S. Frediano, 18 novembre
- SS. Corpi Santi, maggio
- Pentecoste
- Assunta, 15 Agosto
- S. Michele, 29 settembre
- Ognissanti, 1 novembre
- SS. Concezione, 8 dicembre
- S. Natale
- 31 dicembre, San Silvestro.

Mentre la festività civile più sentita era:
- Festa della Libertà - Domenica in Albis - solenne celebrazione della riottenuta libertà avvenuta nel 1370 da parte dell'Imperatore Carlo IV

## La fine della repubblica
Dopo la guerra in Italia della prima coalizione, conclusasi con il trattato di Campoformio, nel 1798 il Governo della Repubblica di Lucca decise di avviare trattative con la neonata Repubblica Cisalpina allo scopo di mantenere il proprio assetto oligarchico e la propria autonomia. Incaricato fu il giureconsulto Luigi Matteucci, futuro padre del più celebre Felice, che si recò a Milano per trattare con Napoleone.
La repubblica era rimasta tuttavia l’unico territorio di tutta l’Italia continentale e peninsulare a non essere ancora stato invaso dai francesi e le proposte di Matteucci non furono accolte, tanto che il 22 gennaio 1799 le truppe francesi entrarono in città determinando la mutazione della Repubblica oligarchica in Repubblica democratizzata, sotto il protettorato francese, ma di fatto mantenendo il governo precedente.
A questo punto la situazione divenne caotica, di riflesso alla situazione internazionale. Anche proprio a causa delle forzature giacobine a Lucca e in tutta l’Italia centro-meridionale, la tensione fra Francia e Austria precipitò rapidamente in una nuova guerra aperta, il conflitto della Seconda Coalizione, che in un primo momento registrò facili vittorie tedesche e l’ingresso dell’armata imperiale a Lucca il 17 luglio, con la conseguente restaurazione del vecchio regime sotto un baliaggio austriaco. Al ritorno di Napoleone dall’Egitto, però, la situazione si ribaltò con altrettanta celerità. Il 9 luglio 1800 i francesi rientrarono in città installandovi un governo provvisorio, sotto il controllo di Antoine Christophe Saliceti. Ora però Bonaparte, divenuto Primo console, imponeva una linea politica moderata, che fu applicata anche ai territori riconquistati. Come negli altri Stati, anche a Lucca iniziò la lenta elaborazione di una nuova Costituzione, qui emanata il 23 dicembre 1801, che fu niente più della restaurazione della vecchia repubblica oligarchica, semplicemente epurata dai pochi esponenti poco rapidi nel saltare sul carro dei vincitori.
In seguito, Napoleone prese la decisione di creare il principato di Lucca e Piombino per la sorella Elisa, che decretò la fine della repubblica il 23 giugno 1805.
Alla caduta di Napoleone la repubblica fu trasformata in una monarchia dal congresso di Vienna.

## Confini e ripartizione amministrativa
I confini della repubblica di Lucca variarono durante la sua lunga esistenza. Alla fine del 1200 lo stato comprendeva tutta l'attuale provincia di Lucca, Montignoso, le città di Massa e Carrara, l'intera Valdinievole, alcune aree della valle dell'Arno (Santa Maria a Monte, Santa Croce sull'Arno, ecc. Tale assetto territoriale, ulteriormente ampliato sotto la Signoria di Castruccio Castracani, si sarebbe una prima volta ridimensionato dopo la morte di quest'ultimo. Negli anni trenta del XIV secolo infatti i fiorentini riuscirono ad acquisire i centri della valle dell'Arno, Barga e quasi tutta la Valdinievole, con gli importanti centri di Pescia, Montecatini e Altopascio, mentre a Lucca restavano Montichiari e Vivinaia (ribattezzata Montecarlo da Giovanni I di Boemia in onore del figlio (il futuro Carlo IV di Lussemburgo). Con la riconquista della Libertà (1369 - 1370) i lucchesi non riuscirono a riconquistare le terre cadute in mano ai fiorentini. Lo stato dunque comprendeva ancora Massa, Carrara, Montignoso, altre terre in Lunigiana (Ortonovo), Pietrasanta, Camaiore, Viareggio, la media e alta val di Serchio (Garfagnana) con l'esclusione di Barga, la media e bassa Val di Lima, Villa Basilica e Montecarlo. Nel XVIII secolo i confini seguivano grosso modo quelli dell'odierna provincia ad eccezione delle terre di Pietrasanta, della Versilia Storica (sottoposta prima ai pisani, poi dal XV secolo ai fiorentini), e della Garfagnana (che dal XIV-XV secolo passa progressivamente sotto la potestà estense e, per quanto concerne Barga ed il suo distretto, a quella dei Medici). Infatti nell'alta vallata del Serchio a Lucca era rimasto il possesso di sole due exclaves in territorio modenese: Castiglione di Garfagnana con l'intera valle del torrente omonimo, con San Pellegrino in Alpe fino al crinale segnato dai passi delle Forbici e della Foce delle Radici, Minucciano e Gorfigliano fino al Monte Pisanino. In Versilia aveva inoltre la minuscola exclave di Montignoso fino al Lago di Porta e il litorale. Lo stato era ripartito in tre province a loro volta suddivise in distretti amministrativi retti da commissari della repubblica o vicari governativi.

### Provincia delle VI Miglia (suddivisa in 7 bande)
- Lucchesia:
  - Lucca
  - banda di Capannori (1673) e commissariato delle VI Miglia  (Porcari, Antraccoli, Pieve S. Paolo, Tassignano, Paganico, l'Arancio, Lunata, Mignano, S. Margherita, Parezzana, Carraia, S. Filippo, Picciorana, S. Jacopo, Tempagnano, S. Vito, Toringo)
  - banda di Camigliano (Valgiano, S. Pietro a Marcigliano, S. Andrea in Caprile, Tofori, Camigliano, Gragnano,S. Colombano, Segromigno, Lammari)
  - banda del Ponte a Moriano (S. Pancrazio, Ciciana, Matraia, Marlia, S. Giusto di Brancoli, S. Lorenzo di Brancoli, Pieve di Brancoli, S. Ilario, Deccio, Tramonte, Saltocchio, S. Gemignano, Palmata, Aquilea, Sesto, S. Stefano, S. Lorenzo, S. Michele, S. Casciano, S. Quilico)
  - banda del Ponte S. Pietro e Commissariato di Nozzano dal 1679 (Castagnori, Piazzano, Vecoli, Stabbiano, Balbano, S. Martino in Vignale, Nozzano Vecchio, Maggiano, Farneta, Carignano, Arliano, S. Macario in Monte, S. Macario in Piano, Fagnano, S. Angelo, Nave, Cerasomma, Cocombola, Montuolo, Santa Maria a Colle)
  - banda del Monte San Quirico (Torre, Gugliano, Montecatino, Mastiano, Mammoli, S. Concordio, Pieve S. Stefano, Mutigliano, Vallebuia, Monte S. Quirico, Busdagno, Arsina, Cappella, S. Cassiano a Vico, Annunziata, S. Pietro a Vico, S. Alessio, S. Anna, S. Lunardo, Acqua Calda)
  - banda di Santa Maria del Giudice (S. Lorenzo, Coselli, Massa, Vicopelago, Gattaiola, Pontetetto, Meati, S. Concordio, Pozzuolo, S. Ponziano, S. Bartolomeo)
  - banda di Pieve di Compito e Vicarìa del Compitese (Pieve di Compito, Castelvecchio, Ruota, S. Giusto, Visona, Massa Macinaia, Vorno, Colognora, S. Casciano o Guamo, Badia di Cantignano, Sorbano, Pulia, S. Colombano, Verciano, S. Quilico a Guamo).

### Provincia di Marina
- Versilia
  - Commissariato di Camaiore (Pedona, Metato, Misciano, Summonti, Carbonaia, Terra a Camaiore, Valpromaro, Migliano, Gombitelli, Torcigliano, Montemagno, Ponte Mazzori, Nocchi, Casoli, Vado, Montemaggiore, Veglaitone, Montebello, Greppolungo, Lombrici, S. Giorgio d'Obicciano, S. Lorenzo, Fibbiano, Antignano, Casciana. S. Michele a Colle, Bozzanello, S. Martino, Sesto, S. Pietro, S. Martino Lucchese, S. Martino Genovese, S. Michele, S. Vincenzo)
  - Commissariato di Massarosa e Gualdo, al Capitolo del Duomo di S. Martino di Lucca fino al 1801
  - Vicarìa o commissariato di Viareggio (1617; Bozzano, Corsanico, Pieve a Elici, Montigiano, Stiava, Bargecchia, Mommio, Chiatri, Quiesa, Compignano, Castiglioncello, Montramito, Conca, Coli, Luciano, Rotaio, Torre del Lago)
  - Vicarìa di Montignoso (1230) e Strettoia, exclave

### Provincia della Montagna
- Val di Serchio
  - Commissariato del Borgo a Mozzano e Brancolerìa (1563; Cune, Oneta, Rocca, Cerreto di Sopra, Cerreto di Sotto, Anchiano, Corsagna, Fornoli, Chifenti, Monti di Villa, Pieve, Granaiola, Partigliano, Tempagnano di Valdottavo, Valdottavo, Domazzano)
  - Vicarìa di Pescaglia (1602; Barbianato, Piazzanello, Villa Buona, Celle, Gello, Villa a Roggio, Ansano, Vetriano, Colognora in Val di Roggio, Castello, Dezza, Convalle, Piegaio, Fondagno, S. Romano, Motrone, Loppeglia, Torcigliano, Batone, Fiano, Pascoso, Aiola)
  - Vicaria di Gallicano (Bolognana, Verni, Perpoli, Campo, Fiattone, Cascio, Cardoso, Torrite Cava)
  - Vicaria di Coreglia (1441; Piano di Coreglia, Tereglio, Vitiana, Ghivizzano, Gioviano, Lucignana, Diecimo, Borgo)
  - Vicarìa di Valleriana e di Villa Basilica (1437; S. Gennaro, Petrognano, Boveglio, Colognora, Aramo, Medicina, Fibbialla, Pontito, Stiappa, S. Quilico, Pariana, Collodi, S. Martino in Colle)
- Val di Lima
  - Vicarìa di Val di Lima, detta anche del Bagno a Corsèna/Bagni di Lucca (1308; Benabbio, S. Casciano di Controne, S. Gemignano di Controne, Casa Basciana, Monti Fegatesi, Lumone, Lucchio, Vico Casoli, Cociglia, Palleggio, Brandeglio, Lugliano, Casciana)
- Garfagnana
  - Vicarìa di Castiglione di Garfagnana, exclave (1227; Carpineta, Tremonte, Marcioni e Campoli, Piano di Cerreto, Mozzanella, Cerageto, Chiozza, Alpi di Castiglione, Treppignano, Lupinaia)
  - Vicarìa di Minucciano e Gorfigliano, exclave (1463; Metra, Pugliano, Antognano e Carrubbia, Sermezzana, Albiano, Novella e Ranzano, Vinacciara e Bugliatico, Pieve di S. Lorenzo, Castagnola, Gramolazzo, Agliano)

Con l'annessione napoleonica nel 1801 la nuova riforma amministrativa divide il territorio in tre Cantoni, corrispondenti alla vecchia ripartizione, con a capo ognuna un commissario di governo:
- cantone del Serchio (Lucca)
- cantone del Littorale (Viareggio)
- cantone degli Appennini (Borgo a Mozzano)

## Unità di misura

### Misure di lunghezza e di superficie
- Braccio lucchese = mt. 0,59
- Canna = 4 braccia = mt. 2,32
- Pertica = 5 braccia = mt. 2,95
- Coltra = mq. 4010 circa (ettari 0,4)